# 女王C-Cup
易衡，笔名女王C-Cup，中国性教育科普作家，女权主义者。目前为果壳网供稿。